# 宁州 (西魏)
宁州，中国古代的州。
554年，西魏改豳州设置。治所在定安县（今甘肃省宁县）。包括今甘肃省宁县、正宁县，陕西省彬州市、长武县、旬邑县、永寿县。之后辖境缩小。1913年，废除宁州为宁县。
| 州 | 寧州          | 寧州          | 豳州                 | 郡 | 北地郡                                    |
| 郡 | 趙興郡        | 西北地郡      | 新平郡               | 县 | 定安县 羅川县 彭原县 襄樂县 新平县 三水县 |
| 县 | 定安县 陽周县 | 彭陽县 襄樂县 | 白土县 三水县 永寿县 | 县 | 定安县 羅川县 彭原县 襄樂县 新平县 三水县 |

隋朝宁州刺史
- 窦荣定（582年）
- 元谐（开皇初年）
- 达奚长儒（583年）
- 杨弘（583年）
- 李礼成（开皇初年）
- 李安（601年）
- 张瓘
- 席海
- 郭怀道[1]

唐代宁州刺史
- 胡演（618年）
- 鹿大师（624年）
- 阿史那苏尼失（贞观初年，都督）
- 裴德超（贞观年间）
- 薛万彻（631年—637年）
- 窦义节（高宗年间）
- 封言道（653年—655年）
- 李孝斌（高宗年间）
- 狄仁杰（高宗末年—686年）
- 氏仁执（689年）
- 裴守真（长安年间）
- 裴㧑（睿宗年间）
- 崔琬（开元初年）
- 孟思忠（开元年间）
- 郑宏之（天宝年间）
- 李遵（755年—756年，彭原太守）
- 刘晏（757年，彭原太守）
- 韦伦（759年）
- 魏哲（上元、宝应年间）
- 臧希晏（763年）
- 李兟（代宗年间）
- 长孙全绪（大历年间）
- 夏侯英（784年）
- 范希朝（788年—790年）
- 刘南金（801年）
- 论傪（806年）
- 曹华（814年）
- 薛昌族（820年）
- 王沛（821年）
- 马纾（大和、开成年间）
- 张君绪（849年）
- 白敏中（851年—852年）
- 畢諴（852年—855年）
- 陈讽（879年）
- 王知道（大顺年间）
- 安友晟（乾宁年间）
- 高爽（光化前期）[2]